# إيرا (أسطورة)
إيرا (بالإنجليزية: Ira)‏ ربة السماء وأم النجوم في الميثولوجيا البولينيزية.